# Tractat d'Aleksandrópol
El tractat d'Aleksandrópol (en turc: Gümrü Antlaşması) fou un tractat de pau entre Armènia i Turquia que va posar fi a la Guerra turco-armènia i va acabar amb el somni de la Gran Armènia que havia establert el Tractat de Sevres (1920). El tractat es va signar al 2 de desembre de 1920 a la ciutat de Gyumri (República Democràtica d'Armènia) pel ministre d’Exteriors armeni Alexander Khatisyan. No obstant això, el dia anterior, el govern armeni d'Erevan havia dimitit i havia transferit el poder a un govern pro-soviètic, amb el suport de la Rússia soviètica i, per tant, Khatisyan ja no actuava en nom del govern armeni, i el tractat era tècnicament nul.
Els nacionalistes turcs, disconformes amb el Tractat de Sevres, van atacar la part dels territoris assignats a Armènia i que aquesta controlava. Armènia, que rebia ajuda en armament dels britànics, es va veure atacada al mateix temps per la República Socialista Soviètica de l'Azerbaidjan, governada pels comunistes, circumstància que el juny de 1920 la van obligar a signar un alto el foc per poder atendre al front turc.
Els termes del tractat van ser preparats pels turcs, sense que els armenis tinguessin cap aportació. Es va requerir que Armènia cedís a Turquia tota la província de Kars juntament amb el districte de Surmalu de la província d'Erevan. Una gran part del sud de la província d'Erevan també havia de ser cedida a l'Azerbaidjan. El juliol els turcs van donar suport a la presa del poder pels comunistes a Nakhtxivan, on es va formar una República soviètica independent. El setembre Armènia va signar la pau amb Azerbaidjan cedint Zangechur i l'Alt Karabakh, i reconeixent el govern de Nakhtxivan. La guerra va continuar contra Turquia que va seguir amb el seu avanç. El novembre els turcs van prendre Aleksandrópol (Gyumri) i el 3 de desembre es va signar la pau en virtut de la qual Armènia va renunciar a tots els districtes de l'Asia Menor que abans de la guerra eren turcs, així com a Kars i Ardahan, reconeixent la independència de Nakhtxivan.